# Крутка крила

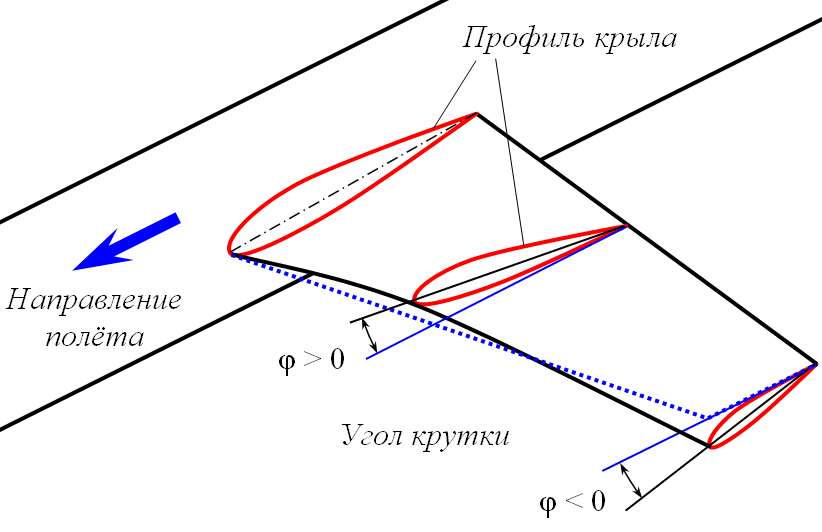
Геометрична крутка крила

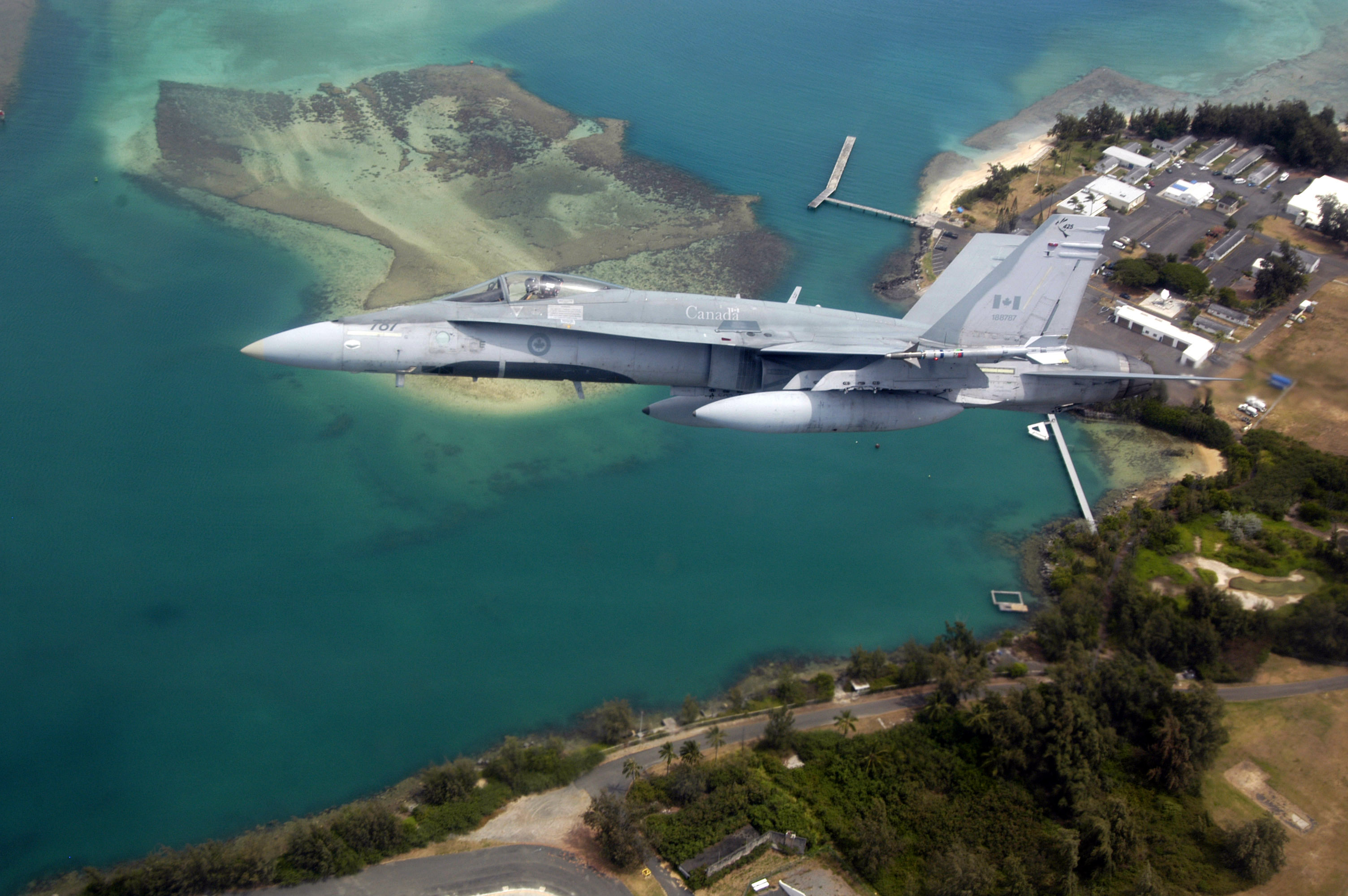
Крутка крила на McDonnell Douglas CF-18 Hornet

Крутка крила (англ. washout) — зміна кута атаки крила (геометрична крутка) або профілю (аеродинамічна крутка) по довжині крила так, що відносна підйомна сила в стаціонарному режимі польоту зменшується до краю крила.
Звалювання літака відбувається через зрив аеродинамічного потоку від поверхні крила, при якому різко падає коефіцієнт підйомної сили. У крил з великим звуженням і сильною стріловидністю зрив потоку завжди починається з кінців крила, при цьому елерони перестають ефективно діяти, ускладнюючи вихід літака зі звалювання. Крутка крила забезпечує початок зриву потоку при звалюванні з кореневої частини крила. При цьому елерони, що знаходяться в кінцевій частині крила, продовжують діяти і забезпечують ефективні можливості виходу з критичного режиму польоту.
Ефект крутки крила також виникає на косих вітрилах та крилах дельтапланів.